# Gerard de Korte
Gerard Johannes Nicolaas de Korte (Vianen, 13 juni 1955) is een Nederlands rooms-katholiek bisschop en bestuurder. Sinds 14 mei 2016 is hij residerend bisschop van het bisdom Den Bosch. Zijn wapenspreuk luidt: Confidens in Christo (In vertrouwen op Christus). Op 21 juni 2015 werd hij verkozen tot 'Theoloog des vaderlands'.

## Levensloop
Hij is de jongste van de drie kinderen in een aannemersgezin. Hij was altijd al religieus ontvankelijk. Op zijn zevende speelde hij thuis al priestertje. Zijn vader liet een altaartje voor hem op zolder bouwen door een van de timmerlieden.
In 1974 haalde hij het diploma atheneum aan het Alberdingk Thijm College in Hilversum. Van 1974 tot 1980 studeerde hij geschiedenis aan de Rijksuniversiteit Utrecht. 
In deze periode kreeg De Korte steeds meer belangstelling voor geloof en kerk. Hij besloot na zijn afstuderen theologie te studeren. Tijdens het schrijven van zijn doctoraalscriptie haalde hij de gymnasiumcertificaten Grieks en Latijn. Hij haalde zijn doctoraal in 1980. Kort daarna schreef hij zich in als student aan de Katholieke Theologische Universiteit te Utrecht. 
In 1983 werd hij intern priesterstudent op het Ariënskonvikt, de priesteropleiding van het aartsbisdom Utrecht. In 1987 slaagde hij voor het doctoraalexamen theologie. In 1994 promoveerde hij tot doctor in de theologie bij professor Van der Velden en professor Rikhof met het proefschrift Pastoraat van de verzoening. Mogelijkheden en grenzen van de theologie van het woord, in het bijzonder van Eduard Thurneysen, voor het katholiek pastoraat.

## Wijdingen
- Diakenwijding – 10 januari 1987 door kardinaal Simonis in de kathedrale kerk van St. Catharina te Utrecht
- Priesterwijding – 5 september 1987 door kardinaal Simonis in de kerk van St. Aloysius te Utrecht
- Bisschopswijding – 2 juni 2001 door kardinaal Simonis, kardinaal Willebrands en mgr. De Kok in de kathedrale kerk van St. Catharina te Utrecht

## Kerkelijke loopbaan
Na zijn priesterwijding in 1987 werd hij staflid van het Ariënskonvikt, de priesteropleiding van het aartsbisdom. Tevens werd hij benoemd tot eerstverantwoordelijke pastor van de Sint-Catharinakathedraal in de Binnenstadparochie te Utrecht. Van 1992 tot 1999 was hij rector van het Ariënskonvikt. In 1999 volgde zijn benoeming tot deken van Salland, dat in 2005 werd samengevoegd met het dekenaat Veluwe-Flevoland tot het dekenaat IJssellanden. Als deken van Salland maakte hij ook deel uit van de bisdomraad.

### Bisschop
Paus Johannes Paulus II benoemde Gerard de Korte op 11 april 2001 tot hulpbisschop van het aartsbisdom Utrecht en tot titulair bisschop van Caesarea in Mauritania. Tevens benoemde kardinaal Simonis hem tot bisschoppelijk vicaris. Zijn belangrijkste bisschoppelijke taak was de catechetische en liturgische representatie van de aartsbisschop. Binnen de bisschoppenconferentie was hij referent voor de portefeuille Kerk en Samenleving.
Op 18 juni 2008 benoemde Paus Benedictus XVI Gerard de Korte tot diocesaan bisschop van het bisdom Groningen-Leeuwarden. Daarmee werd hij de opvolger van Wim Eijk die eerder dat jaar aartsbisschop van het aartsbisdom Utrecht was geworden, maar nog wel de leiding was blijven houden over het noordelijk bisdom. De Korte werd op 13 september 2008 in de Sint-Jozefkathedraal in Groningen geïnstalleerd. Concelebranten waren onder meer aartsbisschop Eijk, kardinaal Simonis, de apostolisch nuntius François Bacqué en de kanunniken van het Gronings kathedraalkapittel. Bij zijn installatie gaf De Korte uiting aan zijn oecumenische verbondenheid met gelovigen uit andere kerken, zoals protestanten en Grieks-orthodoxen. Dominee Gerrit de Fijter, destijds synodevoorzitter van de Protestantse Kerk, sprak De Korte na diens installatie toe en noemde hem 'broeder'.
Binnen de bisschoppenconferentie bleef De Korte verantwoordelijk voor het beleidsterrein Kerk en Samenleving. Vanuit die hoedanigheid is hij namens de Bisschoppenconferentie de eerste woordvoerder in zaken die het seksueel misbruik binnen de kerk betreffen. Daarnaast werden de contacten met organisaties op het terrein van ouderen en van vrouwen aan hem toevertrouwd.
Op 5 maart 2016 werd De Korte benoemd tot bisschop van 's-Hertogenbosch. Hij is de opvolger van Antoon Hurkmans, die om gezondheidsredenen met emeritaat ging.

Wapen als Bisschop van Den Bosch
Wapen als bisschop van Groningen
Wapen als hulpbisschop van Utrecht

## Conflicten en controverses
Tussen Simonis' opvolger, aartsbisschop Wim Eijk, en hulpbisschop De Korte leek het van meet af aan niet erg te boteren, omdat laatstgenoemde zich vrijmoedige kritiek veroorloofde, terwijl Eijk de opvatting huldigt dat hulpbisschoppen slechts de una vox, de ene stem van hun ordinarius dienen te uiten.
De Korte nam van Eijk de zorg voor het bisdom Groningen-Leeuwarden over, maar de afstand leek eerder te groeien. De onverwachte sluiting van het Ariënskonvikt door Eijk (te duur; gebrek aan studenten) werd door oud-leerling en rector De Korte openlijk gehekeld. 
Bovendien speelde er een kwestie met de liederen die in het aartsbisdom en in het bisdom 's-Hertogenbosch voortaan niet meer door de beugel zouden kunnen. De Korte nam het op voor degenen die in zijn noordelijke bisdom bewust de liederen van bijvoorbeeld Huub Oosterhuis wensten te blijven zingen. In een uitgelekte brief verweet Eijk De Korte 'laakbaar' en 'stuitend' gedrag.

### Roze Zaterdag
In juni 2017 gaf bisschop De Korte toe aan de druk van zijn bisdom een Roze gebedsdienst in de St. Jan in Den Bosch af te blazen. Hij zou in het kader van Roze Zaterdag het slotgebed leiden in een viering voor homoseksuele gelovigen. Volgens De Korte hadden veel priesters moeite met de viering, Hij gaf gehoor aan de bezwaren "om de eenheid in de kerk". De organisatie van de Roze Zaterdag gaf te kennen dat de bisschop de homoseksuelen buitensluit en een kans had gemist om de kerk als geheel te verbinden.

### Exorcisme
In 2017 werd De Korte genomineerd voor de Meester Kackadorisprijs, omdat hij het optreden van exorcist-priester Frank As in het bisdom faciliteert. Deze drijft volgens eigen zeggen twee à drie keer per week boze geesten uit, waarbij hij de duivel soms ziet wegsmelten onder het wijwater. In een reactie op de nominatie gaf De Korte aan dat binnen het rationalistisch wereldbeeld van kwakzalverijbestrijders, behalve voor boze geesten, ook geen ruimte is voor de in het christendom toegepaste benadering van de Heilige Geest.
- Gemeinsame Normdatei: 172789729
- International Standard Name Identifier: 0000 0003 5677 6636
- Nederlandse Thesaurus van Auteursnamen: 120650908
- Virtual International Authority File: 193102507